# フリードリヒ・シラー大学イェーナ
フリードリヒ・シラー大学イェーナ（フリードリヒ・シラーだいがくイェーナ、Friedrich-Schiller-Universität Jena）は、ドイツ・テューリンゲン州のイェーナにある大学。通称イェーナ大学。以降、本項ではこの呼称を用いる。
1934年にドイツの作家フリードリヒ・フォン・シラーにちなんで現在の名称へと改称した。

## 組織
1. 神学
2. 法律学
3. 経済学と経営管理学
4. 哲学
5. 社会科学と行動科学
6. 数学とコンピュータサイエンス
7. 物理学と天文学
8. 化学と地球科学
9. 生物学と薬学
10. 医学

## 沿革
大学の設置は神聖ローマ皇帝カール5世に捕虜となっていたザクセン選帝侯ヨハン・フリードリヒ（寛大侯）によって1547年に計画され、皇帝フェルディナント1世に憲章を与えられた後に彼の3人の息子によって計画が実行に移され、1558年2月2日に大学が設立された。大学への登録者数は18世紀になって頂点に達した。大学の評価はヨハン・ヴォルフガング・フォン・ゲーテの後援者でもあったザクセン＝ヴァイマル＝アイゼナハ大公カール・アウグストが保護者となりヨハン・ゴットリープ・フィヒテ、ゲオルク・ヴィルヘルム・フリードリヒ・ヘーゲル、フリードリヒ・シェリング、フリードリヒ・シュレーゲル、およびシラーがその教授陣にいた時に最高となる。
イェーナ大学は信教の自由を目的として設立され、ザクセン・ヴァイマル・アイゼナッハ大公国の、1816年制定の邦憲法では、「自治の保障や大幅な言論の自由が認められた。その結果、イエナ大学が、自由主義とナショナリズムを称揚する国民的学生運動である、ブルシェンシャフト運動の中心となったのである」。しかし、学生たちの自由への情熱（しばしば行きすぎ、たとえばナポレオン軍を撃破し解放戦争を勝ち取った学生は乱暴狼藉にも走った）と決闘の習慣（1815年夏、学生数350名にもかかわらず1週間に147件の決闘）によって注目されていた（もっとも、決闘は諸大学においてドイツの学生生活の特徴とみなされていた）。18世紀の終わりから19世紀の初めまで、政府が大学に干渉したため、やや人気が落ちた。こうした干渉はドイツ諸侯の政府がイェーナ大学の民主主義への傾向に疑惑を抱いていたために引き起こされたと信じられている。 1848年の3月革命の渦中にあってイェーナ大学の学生は「全ドイツ学生大会」の開催を呼びかけ、6月にワルトブルクでの開催を実現させた。これには千人を超える学生が参集し、討議の結論（「無条件の教授および学習の自由」等が要求されている）はフランクフルトの国民議会に送達された。大会はまた「全ドイツ学生同盟」の成立を宣言した。一方イェーナ大学の正教授以外の教員（員外教授、私講師たち）は、「教師間の同権と、学習と教授の自由に対する制限の撤廃を主張し」、「大学改革のための全国的集会を計画し、各大学に招待状を発した」。
1905年には1,100名の学生が入学、その教授陣（含む員外講師）は112名を数えた。蔵書数200,000冊の図書館、観測所、気象研究所、植物園、臨床解剖研究所神学・文献学および教育の施設を備える。20世紀に、ツァイス社との協同出資や入学数の劇的な変化が起こり、新たな注目をもたらしている。2004年には、約19,000人の学生が在籍し、340人の教授を抱えていた。
2020年現在、世界の270の大学等高等教育機関と学術交流協定を結んでおり、スペイン ・ コインブラ大学等と「ヨーロッパ大学」（”European universities”）の一つを構築中である。
植物園は、ドイツにおける、ライプツィヒ大学に次ぐ第2の大学薬草園として1586年に開園した。「17世紀に拡張され、やがて薬草以外にもさまざまな植物が植えられるようになる」。18世紀終わりにゲーテがリニューアルに取り組んだ。「イエナの地で理想の園をつくりあげることを夢見ていた」ゲーテはここに日本由来の銀杏の木も植えさせた。「銀杏の木は、いまでは街路樹としてドイツ各地に植えられているが、その端緒となったはじまりの木が、このゲーテの銀杏だった」。